# Het Haagsche Lyceum

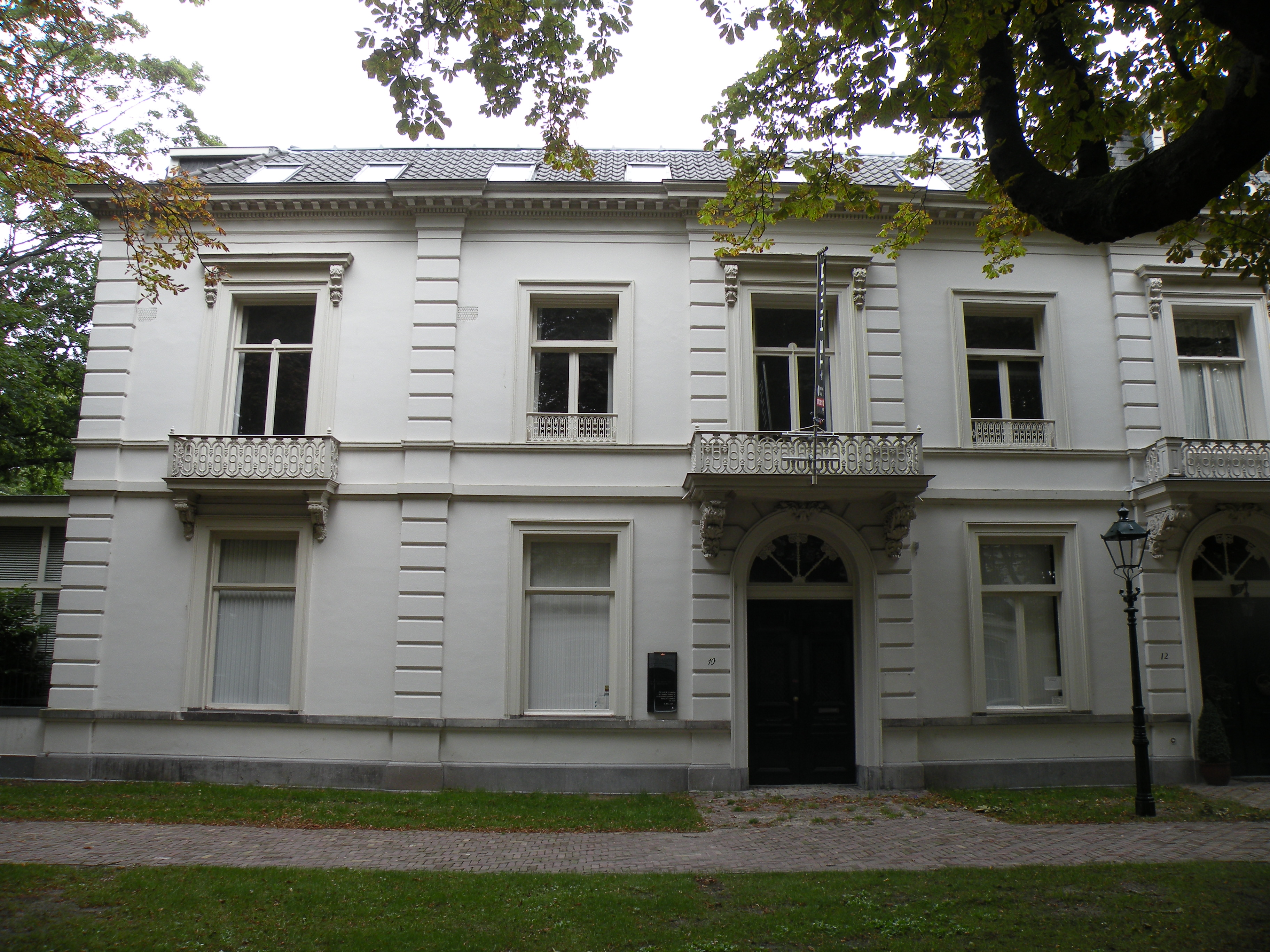
Sophialaan 10

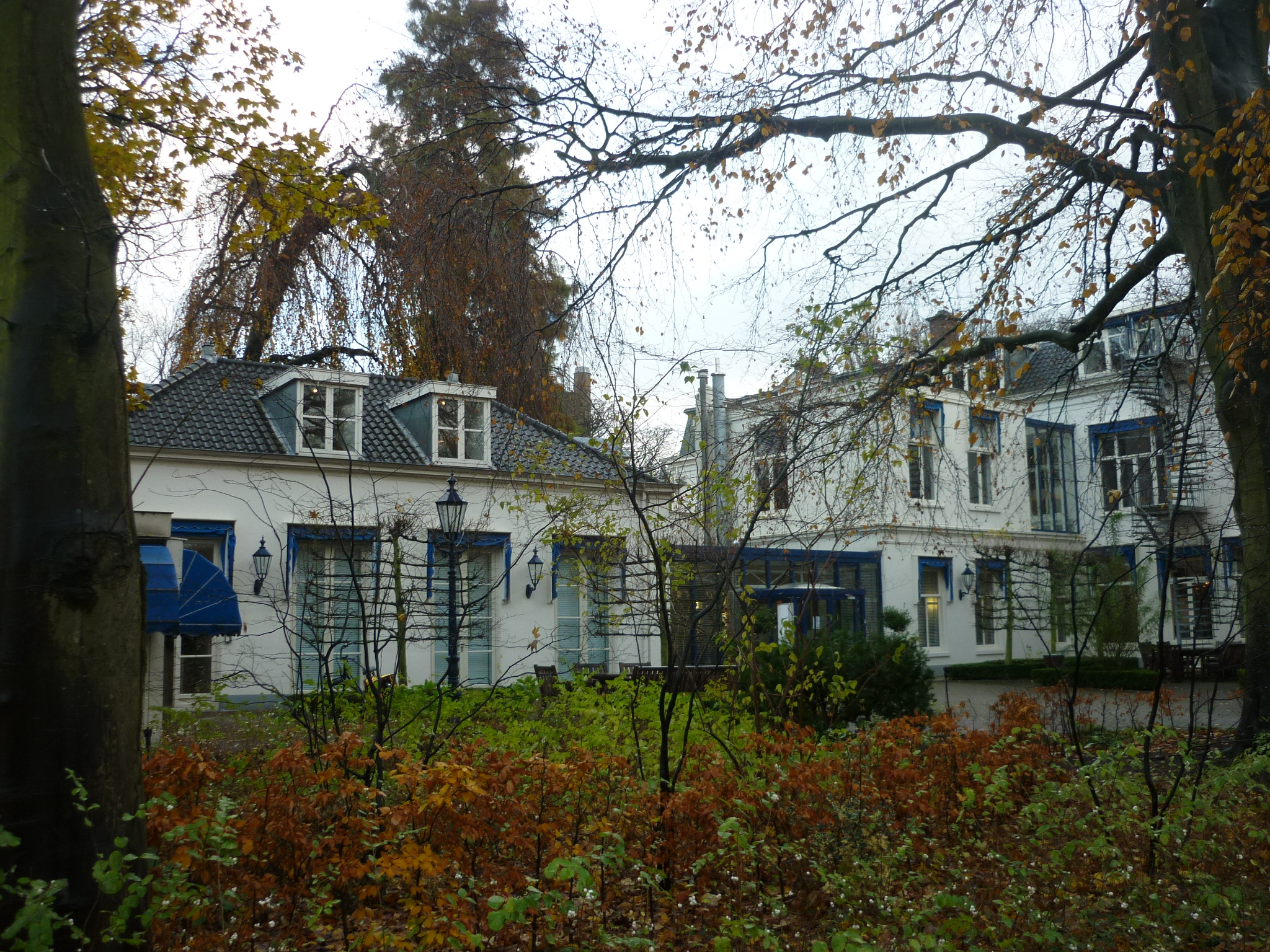
Achterkant Het Haagsche Lyceum met koetshuis

Het Haagsche Lyceum was een middelbare school in Den Haag. De school begon aan de Groot Hertoginnelaan 4 en verhuisde in 1936 naar de Sophialaan 10. 

## Het gebouw
Het gebouw heet sinds 1992 de Sophiahof, maar werd in 1859 gebouwd als woonhuis van oud-minister van Koloniën Guillaume Baud, die daarvoor aan de huidige Koninginnegracht woonde.   
In 1896 werd er een koetshuis achter het pand gebouwd, dat later als gymnastieklokaal dienst deed. Tussen het koetshuis en het gebouw kwam een entree voor de school.
Het pand had, in de tijd van Louis Baud, een grote tuin met veel fruitbomen, een moestuin en een aantal kippen. Midden in de tuin werd een beuk geplant die er nu nog staat. 

## Het lyceum
Het Haagsche Lyceum werd in 1934 opgericht door de 46-jarige ingenieur J.R.M. (Rumold) Keunen. Rumold Keunen werkte daarvoor in Bandoeng als werktuigbouwkundig hoofdingenieur bij de Dienst Staatstoezicht Spoor- en Tramwegen Nederlands-Indië (1922-1934). In 1932 werd hij, als gevolg van de wereldwijde economische crisis, op wachtgeld gezet. Hij besloot naar Nederland terug te keren. Van 1945 tot 1919 was hij gecommitteerde van het Stoomwezen in Nederlands-Indië namens het Commissariaat Indische Zaken.
Toen hij het lyceum oprichtte, had de school slechts 14 leerlingen. Het waren kinderen die individuele begeleiding nodig hadden en werden opgeleid om staatsexamen te doen. Een jaar later had de school al 65 leerlingen en moest daarom verhuizen naar een ruimer pand. Keunen huurde aan de Sophialaan 10 een pand van Catharina van der Hoop, de dochter van Oncko Wicher Star Numan, zij woonde zelf op de Fraeylemaborg in Slochteren. 
In 1936 zette Keunen de stichting Het Nieuwe Haagsche Lyceum om in de vereniging Het Haagsche Lyceum en was daarvan de penningmeester tot hij in 1964 overleed.
Vanaf 1940 mocht de school eindelijk zelf eindexamens afnemen zowel voor de HBS als het gymnasium. De school groeide tot 135 leerlingen en bijgevolg werd de serre afgebroken en door twee klaslokalen vervangen. Op zolder kwam een tekenlokaal.
Twee weken voor de bevrijding werd het schoolgebouw in april 1945 door de Duitsers gevorderd. De kelder, waar het bestuur wijn had opgeslagen, werd door de conciërge dichtgemetseld. Na de oorlog verbleven de Binnenlandse Strijdkrachten enkele maanden in het gebouw. 
In 1947 kon de school het gebouw voor 90.000 gulden kopen. Het Haagsche Lyceum had in 1950 reeds 175 leerlingen en in 1954 zelfs 209 (hoewel 185 het maximum was). Bijna iedereen slaagde voor zijn eindexamen.
Overlast
Doordat er steeds meer leerlingen waren, werd de overlast voor sommige omwonenden steeds groter. In oktober 1954 werd het gebouw door het Ministerie van Onderwijs ineens afgekeurd, zonder dat staatssecretaris Anna de Waal hiervan wist. Later bleek Johan Willem Beyen hierachter te zitten, hij woonde tegenover de school in de ambtswoning van de minister van Buitenlandse Zaken. Het gebouw werd niet afgekeurd, maar er mochten geen schoolfeesten meer gehouden worden. Joseph Luns was de volgende bewoner was dat pand maar zijn gezin had geen bezwaar tegen het schoollawaai.
Lustrum 1959
Ter viering van het 25-jarig bestaan bood het bestuur aan leerlingen, docenten en personeelsleden een 4-daagse reis aan. Deze stond in het teken van het Nederlandse vorstenhuis en ging naar de deelstaat Hessen in Duitsland, waar onder meer het slot Dillenburg werd bezocht.
Eindexamen 1964
In 1964 moesten tien leerlingen hun schriftelijk examen Duits overdoen. Er waren mogelijke onrechtmatigheden geconstateerd door de examencommissie en de 46-jarige rector Schmitz, die ook hoofd van de examencommissie was, werd van zijn taak ontheven. Kolhorn Visser, leraar Engels, werd waarnemend rector.
Mammoetwet
De intrede van de Mammoetwet betekende in 1972 het einde van Het Haagsche Lyceum. In 1973 werd het schoolgebouw aan zijn twee kinderen verkocht, waar de oudste drs. J.W.M. Keunen (1919-2013) huisarts in Den Haag was. Zij verhuurden het gebouw in 1973 aan de Nederlandse Hartstichting, waarvan oud-burgemeester Kolfschoten toen voorzitter was. Van 2011 tot 2018 was in het gebouw het The Hague Institute for Global Justice gevestigd.

### Rectoren
- Drs. E.Ch. Mulholland (1934-1936)
- D. Laverman (1936-1937)
- Dr. P.J. van Loo (1937- vermeld1947), voorheen o.m. directeur van de HBS in Medan en Hengelo
- P.E. van Bemmel (1951-1957)
- J.H. Schmitz (1957-1964)
- B.W. Kolhorn Visser (1964-1966), voorheen o.m. leraar Kennemer Lyceum (o.a. 1947)
- Dr. A.W.J. Holleman (1967-1972)

## Bekende oud-leerlingen
- Hans Lodeizen
- Peter Struycken